# Радиця-Криловка
Ра́диця-Кри́ловка (рос. Радица-Крыловка) — селище міського типу, підпорядковане Бежицького району міста Брянськ Брянської області, Росія.
Населення селища становить 3 424 особи (2008; 3 513 в 2002).

## Географія
Селище розташоване на річці Радиця, в місці її впадання до річки Болва, притоки Десни. В межах поселення на річці збудований став.

## Історія
До 1928 року на території сучасного поселення знаходились село Радиця-Чугунна (Радиця-Паровозна; відоме з середини XVIII століття) та селище Карачиж-Криловський (Карачиж-Криловка, Криловка; відоме з 2 половини XIX століття). З 1928 року обидва поселення було об'єднано з селищем Урицький. 1931 року вони приєднані до міста Бежиця, де утворювали окремий район — Радиця-Криловський. 1940 року вони були відокремлені в окреме селище міського типу — Радиця-Криловка.